# Albert Magimel
Albert Magimel, né le 12 avril 1799 (2 floréal an VII) à Paris où il est mort le 25 septembre 1877, est un peintre français.

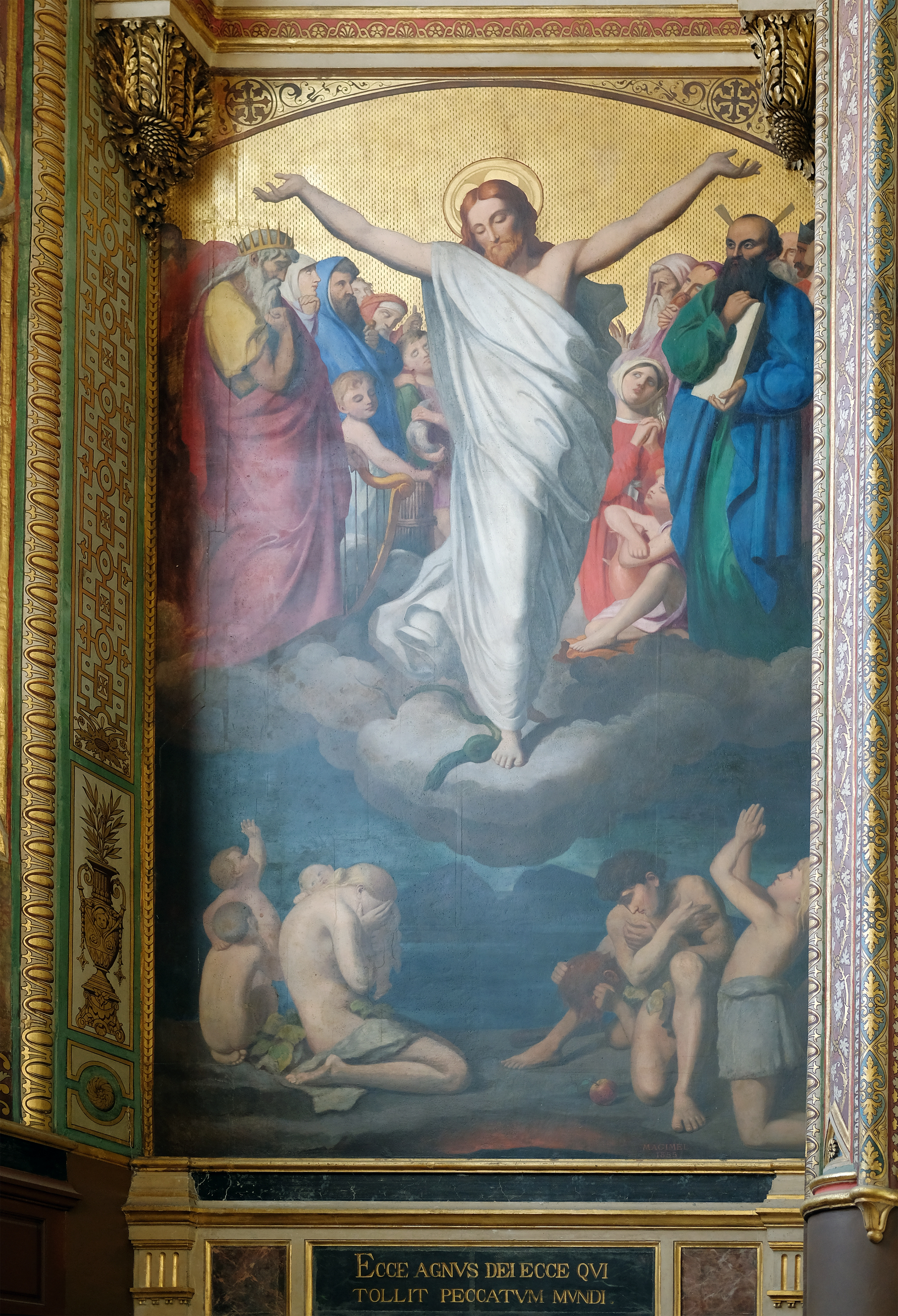
La Transfiguration (1855), chapelle des Âmes du Purgatoire, église Saint-Eustache, Paris.

## Biographie
Albert Magimel est le fils de Denis-Simon Magimel, libraire, et de Geneviève-Aglaé Luce.
Il est orphelin de mère à l'âge de 5 ans, il effectue sa scolarité au Collège Sainte-Barbe.
Élève de Jean-Baptiste Regnault, de Louis Hersent, et de Jacques-Louis David, il expose au Salon de 1827 à 1848.
Entre 1823 et 1825, il effectue des séjours en Italie, puis vers 1840, se rapproche d'Ingres et devient son disciple.
Peintre d'histoire et portraitiste, il a pour beau-frère Firmin Didot.
En 1825, il épouse à Nice Françoise Amélie Delfy (1801-1864).
Parmi leurs enfants, Edmond Gaëtan Magimel deviendra avocat.
Il meurt à son domicile de la rue de l'Université, à l'âge de 78 ans, Charles Jourdain est témoin du décès devant l'état civil.

## Œuvres exposées aux Salons parisiens
- Origine de l'Ecole italienne, ou Cimabué et Giotto, au Salon de 1827
- Portrait de M. Firmin Didot, député, au Salon de 1831
- Portrait en pied des enfans de M. D., au Salon de 1831
- Portrait de femme, au Salon de 1831
- Portrait de M. D., au Salon de 1833
- Portrait de Mlle B., au Salon de 1833
- Portrait de Mlle Marie M., au Salon de 1833
- Portrait en pied de Mme F. D., au Salon de 1833
- Portrait de Mlle F. D., au Salon de 1834
- Portrait de Mme A., au Salon de 1834
- Portrait de Mme D., au Salon de 1835
- Portrait d'homme, au Salon de 1837
- Portrait en pied de Mme P., au Salon de 1839
- Agar et Ismaël dans le désert, au Salon de 1845
- Le pardon des hommes, au Salon de 1848